# 88 Minutos
88 Minutos (em inglês:  88 Minutes) é um filme estadunidense de 2007, realizado por Jon Avnet e protagonizado por Al Pacino e Leelee Sobieski. Pacino  interpreta um professor universitário de psicologia forense que também trabalha para o FBI recebe uma ameaça de morte, e terá apenas 88 minutos para descobrir uma incrível trama e salvar sua vida.
Em maio de 2007 o Sony Pictures Worldwide Acquisitions Group pagou 6 milhões de dólares americanos para adquirir os direitos de distribuição na América do Norte e numa seleção de mercados internacionais.

## Sinopse
Jack Gramm (Al Pacino) é um famoso professor de psicologia forense que igualmente trabalha como psicanalista para o FBI. Quando é ameaçado de morte, ele tem apenas um prazo de 88 minutos para descobrir quem é o seu assassino. Entre os suspeitos estão Mike Stemp (Benjamin McKenzie) e Lauren Douglas (Leelee Sobieski), dois alunos com problemas; Kim Cummings (Alicia Witt), que é a sua amante rejeitada; e ainda Jon Forster (Neal McDonough), um assassino que está prestes a entrar no corredor da morte.

## Elenco
- Al Pacino (Jack Gramm)
- Alicia Witt (Kim Cummings)
- Amy Brenneman (Shelly Barnes)
- Leelee Sobieski (Lauren Douglas)
- Benjamin McKenzie (Mike Stemp)
- Deborah Kara Unger (Carol)
- William Forsythe (Frank Parks)
- Neal McDonough (Jon Forster)
- Stephen Moyer (Guy LaForge)
- Michael Eklund (J.T. Ryker)
- Michael Yannai (Leeza Pearson)
- Brendan Fletcher (Johnny D'Franco)
- Dexter Bell (Reggie)
- Leah Cairns (Sara Pollard)
- Paul Campbell (Albert)
- Melinda Clarke (Vanessa Bridges)